# Audio, Video, Disco
Audio, Video, Disco (pronunciação em latim: Eu ouço, Eu vejo, Eu aprendo) é o segundo álbum de estúdio da dupla francesa de electro house Justice. Foi lançado em 24 de outubro de 2011.

## Estilo musical
De acordo com Xavier de Rosnay de Justice, Audio, Video, Disco é mais leve que seu primeiro álbum. Com o primeiro sendo mais obscuro, e sendo esta uma "música do dia", não tão agressivo quanto o primeiro. O álbum também traz mais colaborações comparado a †. Em uma revisão de 6/10, a revista Spin descreve o estilo do álbum de Justice como "experimentando o rock de arena dos anos de 1970... fundindo o Italo Disco".

## Lista de faixas
A lista de faixas do álbum foi revelada por Xavier de Rosnay em entrevista à revista Tsugi em 5 de julho de 2011.
| N.º | Título                                                | Duração |  |
| 1.  | "Horsepower"                                          | 3:40    |  |
| 2.  | "Civilization"                                        | 4:10    |  |
| 3.  | "Ohio" (com Vincent Vendetta do Midnight Juggernauts) | 4:01    |  |
| 4.  | "Canon (Primo)"                                       | 0:27    |  |
| 5.  | "Canon"                                               | 3:39    |  |
| 6.  | "On'n'on" (com Morgan Phalen)                         | 4:30    |  |
| 7.  | "Brianvision"                                         | 3:11    |  |
| 8.  | "Parade"                                              | 4:01    |  |
| 9.  | "New Lands" (com Morgan Pharlen)                      | 4:14    |  |
| 10. | "Helix"                                               | 4:28    |  |
| 11. | "Audio, Video, Disco"                                 | 4:52    |  |

| Faixa bônus no iTunes |                               |         |  |
| N.º                   | Título                        | Duração |  |
| 12.                   | "Planisphère"                 | 17:39   |  |
| 13.                   | "Civilization" (vídeo)        | 3:48    |  |
| 14.                   | "Audio, Video, Disco" (vídeo) | 3:45    |  |

| Faixa bônus no Japão |                              |         |  |
| N.º                  | Título                       | Duração |  |
| 12.                  | "Civilization" (versão demo) | 3:38    |  |

## Desempenho nas paradas musicais
| País/Parada (2011)                  | Melhor posição |
| ----------------------------------- | -------------- |
| Austrália (ARIA Charts)             | 18             |
| Áustria (Ö3 Austria Top 40)         | 49             |
| Bélgica (Ultratop 40 Flanders)      | 24             |
| Bélgica (Ultratop 40 Valônia)       | 10             |
| Canadá (Billboard Canadian Albums)  | 22             |
| Dinamarca (Hitlisten)               | 27             |
| Espanha (PROMUSICAE)                | 71             |
| França (SNEP)                       | 5              |
| Holanda (MegaCharts)                | 97             |
| Irlanda (IRMA)                      | 33             |
| Mundial (Top 40 Chart)              | 19             |
| Reino Unido (UK Albums Chart)       | 35             |
| Reino Unido (UK Dance Albums Chart) | 30             |
| Suíça (Schweizer Hitparade)         | 15             |
| U.S. (Billboard 200)                | 37             |
| U.S. (Billboard Digital Albums)     | 18             |
| U.S. (Tastemaker Albums)            | 12             |
| U.S. (Dance/Electronic Albums)      | 4              |